# Misnica
Misnica (lat. casula „kućica”) vanjsko je liturgijsko ruho koje nosi kler zapadne tradicije tokom slavljenja euharistije. Pandan u istočnome obredu mu je Felon. 
"337. Vlastito odijelo svećenika predsjedatelja, u misi i u drugim svetim činima koji su izravno povezani s misom, jest kazula ili misnica, koju oblači na albu i stolu, osim kad je drukčije određeno."
Poput štole, njena boja ovisi o vrsti blagdana koji se slavi ili razdoblju crkvene godine.

## Razvoj misnice
Misnica je nastala iz rimskog paenula, uobičajenog ogrtača koji se nosilo u Zapadnom Rimskom Carstvu. U liturgijskoj upotrebi je savijana sa strane zbog svoje dužine kako bi se "oslobodile" ruke svećenika. Iz tog se razloga u 14. stoljeću misnica počela skraćivati sa strane tako da je padala do zglobova ruke poput današnjih. U 16. stoljeću postaje nalik širokom škapularu, kod nas poznat kao „kazula”. Poslije liturgijskih promjena drugog Vatikanskog sabora, gotički stil misnice ponovno postaje zastupljen.

## Galerija
- Misnica u 12. stoljeću
- Misnica u 16. stoljeću
- Misnica u 17. stoljeću
- Misnica do 20. stoljeća
- Misnica poslije Drugog Vatikanskog koncila